# Nogaredo
Nogaredo (deutsch veraltet: Nogareit) ist eine italienische Gemeinde (comune) mit 2072 Einwohnern (Stand 31. Dezember 2023) in der Provinz Trient, Region Trentino-Südtirol. Nogaredo liegt etwa 19 Kilometer südsüdwestlich von Trient im Vallagarina. Die Etsch begrenzt die Gemeinde im Osten.

## Verkehr
Durch die Gemeinde führt die Autostrada A22 von Modena kommend zum Brennerpass.

## Geschichte
→ Palazzo Lodron

## Persönlichkeiten
- Paris von Lodron (1586–1653), Erzbischof von Salzburg 1619–1653